# Deutsche Gesellschaft für Psychophysiologie und ihre Anwendung
Die Deutsche Gesellschaft für Psychophysiologie und ihre Anwendung e. V. (DGPA) ist ein eingetragener Verein, dessen Mitglieder die Zusammenhänge von physiologischen, psychischen und sozialen Prozessen wissenschaftlich erforschen. Ziel ist hierbei auch, die verwendeten psychophysiologischen Forschungsmethoden weiterzuentwickeln und zu verbessern.

## Geschichte
Die Deutsche Gesellschaft für Psychophysiologie und ihre Anwendung wurde als Verein am 18. Juni 1982 in Gießen gegründet. Erster Präsident der DGPA war Dieter Vaitl, die weiteren Vorstandsmitglieder waren Niels Birbaumer, Bernhard Dahme, Petra Netter und Walter Janke. Spätere Präsidenten waren unter anderem Frank Rösler, Brigitte Rockstroh, Gerhard Stemmler, Rolf Verleger oder Paul Pauli.
Der Verein befasst sich mit der Psychophysiologie und hat sich verschiedene Ziele gesetzt, die durch die Vereinsaktivitäten gefördert werden. Ziel des Vereins ist, „die wissenschaftliche Erforschung des Zusammenwirkens von physiologischen, psychischen und sozialen Prozessen zu fördern“ und die dabei verwendeten psychophysiologischen Methoden zu verbessern. Die Mitgliedschaft in der DGPA steht Personen verschiedener Professionen offen, die sich im Bereich der Psychophysiologie engagieren. Die meisten der ca. 200 Mitglieder haben einen psychologischen Hintergrund, darüber hinaus gibt es aber auch Mitglieder aus dem Bereich der Medizin, der Physik oder der Ingenieurwissenschaften.
Ein weiteres wichtiges Ziel ist die Förderung von Nachwuchswissenschaftlern. Seit 2006 finden auf den Jahrestagungen der DGPA sog. „JuWi-Treffen“ statt, die dem wissenschaftlichen Austausch und der Planung gemeinsamer Aktivitäten (z. B. Workshops, Retreats) dienen.

## Jahrestagungen

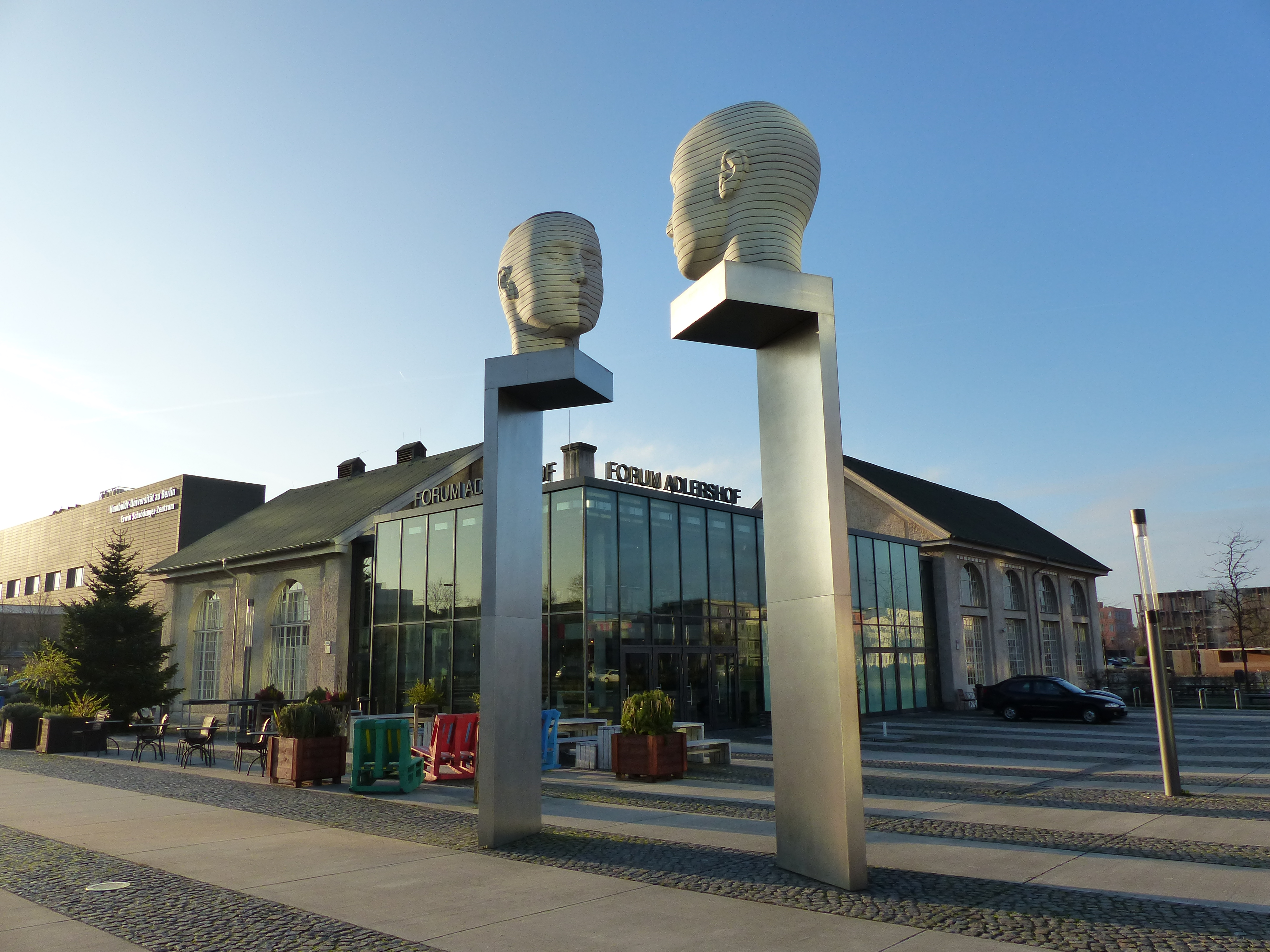
Die PuG-Tagung 2016 wurde am Wissenschafts- und Wirtschaftsstandort Adlershof ausgerichtet

Die DGPA veranstaltet einmal im Jahr eine Fachtagung, die an wechselnden Orten ausgerichtet wird. Üblicherweise finden die Tagungen nicht in Kongresszentren, sondern in den Räumlichkeiten der ausrichtenden Psychologischen Institute und Universitäten statt. Die Tagung trägt den Namen „Psychologie und Gehirn“ (PuG). Dann werden auch die Preise der Gesellschaft verliehen. Die PuG-Tagungen der letzten Jahre fanden an folgenden Orten statt:
- 1982: Freiburg in Breisgau
- 1983: Würzburg
- 1984: Trier
- 1985: Mannheim
- 1986: Freiburg in Breisgau
- 1987: Graz
- 1988: München
- 1989: Wuppertal
- 1990: Gießen
- 1991: Tilburg
- 1992: Hamburg
- 1993: Würzburg
- 1994: –
- 1995: Jena
- 1996: –
- 1997: Konstanz
- 1998: Lübeck
- 1999: Trier
- 2000: Düsseldorf
- 2001: Marburg
- 2002: Tübingen
- 2003: Würzburg
- 2004: Freiburg in Breisgau
- 2005: Bochum
- 2006: Dresden
- 2007: Dortmund
- 2008: Magdeburg
- 2009: Leipzig
- 2010: Greifswald
- 2011: Heidelberg
- 2012: Jena
- 2013: Würzburg
- 2014: Lübeck
- 2015: Frankfurt am Main
- 2016: Berlin
- 2017: Trier
- 2018: Gießen
- 2019: Dresden
- 2020: Freiburg im Breisgau (Absage wegen der COVID-19-Pandemie)
- 2021: Tübingen (Online-Tagung)
- 2022: Freiburg im Breisgau
- 2023: Tübingen
- 2024: Hamburg
- 2025: Würzburg